# Дрохва (монета)
«Дро́хва» — пам'ятна монета номіналом 2 гривні, випущена Національним банком України, присвячена одному з найкрупніших птахів України, зникаючому виду — дрохві (Otis tarda) ряду Журавлеподібних. Вид внесено до Червоної книги України та Європейського Червоного списку тварин і рослин, що перебувають під загрозою зникнення у світовому масштабі.
Монету введено в обіг 26 квітня 2013 року. Вона належить до серії «Флора і фауна».

## Опис монети та характеристика
| Номінал грн. | Метал      | Маса, г | Діаметр, мм | Якість виготовлення | Гурт     | Тираж, штук |
| ------------ | ---------- | ------- | ----------- | ------------------- | -------- | ----------- |
| 2            | нейзильбер | 12,8    | 31,0        | звичайна            | рифлений | 30 000      |

### Аверс
На аверсі монети в обрамленні вінка, утвореного із зображень окремих видів флори і фауни, розміщено малий Державний Герб України та написи: «НАЦІОНАЛЬНИЙ»/ «БАНК»/ «УКРАЇНИ»/ «2»/ «ГРИВНІ»/ «2013», логотип Монетного двору Національного банку України.

### Реверс
На реверсі монети розміщено: кольорові зображення дрохви та трави (використано тамподрук), написи: «ДРОХВА» (угорі) та «OTIS TARDA» (унизу на тлі трави).

## Автори

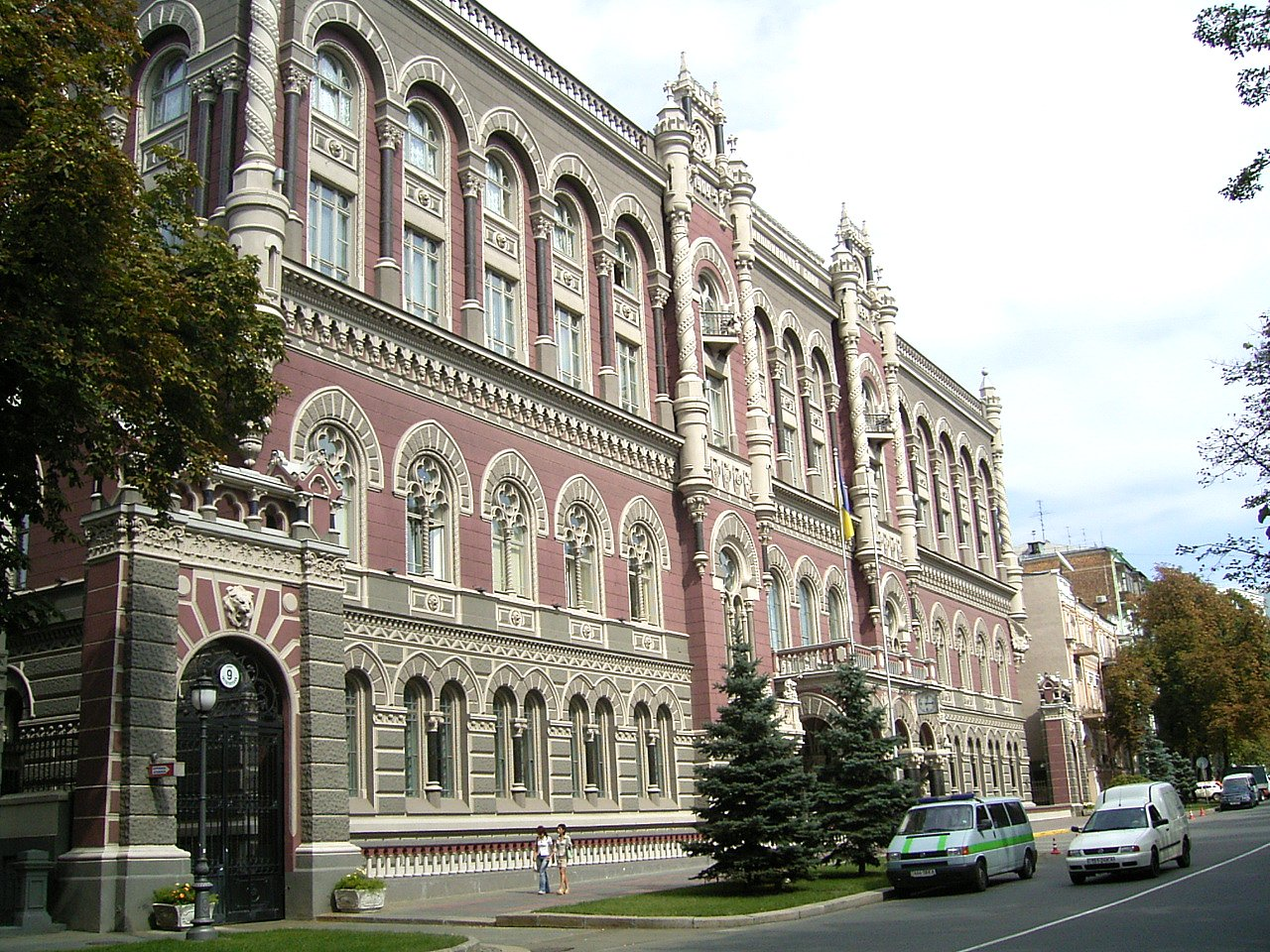
Будівля Національного банку України

- Художник — Дем'яненко Володимир.
- Скульптор — Дем'яненко Володимир.

## Вартість монети
Ціну монети — 15 гривень встановив Національний банк України у період реалізації монети через його філії у 2013 році.
Фактична приблизна вартість монети з роками змінювалася так:
| Рік        | 2014 | 2015 | 2016 | 2017 | 2018 | 2019 | 2020 | 2021 | 2022 | 2023 | 2024  | 2025  |
| ---------- | ---- | ---- | ---- | ---- | ---- | ---- | ---- | ---- | ---- | ---- | ----- | ----- |
| Ціна, грн. | 109  | 120  | 155  | 210  | 240  | 255  | 280  | 470  | 610  | 760  | 1 200 | 1 240 |